# Myopites flavovaria
Myopites flavovaria es una especie de insecto del género Myopites de la familia Tephritidae del orden Diptera.

## Historia
Becker la describió científicamente por primera vez en el año 1913.